# Hans Rosenberg
Johan (Hans) Rosenberg (Mierlo-Hout, 28 november 1943 − Utrecht, 21 september 1992) was een Nederlands astrofysicus, gemeentelijk politicus en gemeentelijk en universitair bestuurder.

## Student
Rosenberg studeerde wis-, natuur- en sterrenkunde aan de Universiteit Utrecht in de jaren 1961-1966. Met een Fullbrightbeurs studeerde Rosenberg een jaar in de Verenigde Staten aan de California State University in Long Beach en hij werd in Utrecht in 1962 voorzitter van de Studenten Vak Beweging, afdeling Utrecht. Bij Marcel Minnaert volgde hij de colleges Planetenstelsel en Sterrenstelsel voor voorkandidaatsstudenten. Rond 1965 was Rosenberg voorzitter van de Utrechtse Studenten-faculteiten (USF), een organisatie voor overleg tussen studenten en universiteit. Een "Rapport Rosenberg" wilde de Utrechtse Uithof opnieuw indelen met veel woningen voor niet-studenten, om het isolement van de universiteit te doorbreken.

## Onderzoeker
In 1966 kwam Rosenberg als onderzoeker in dienst van de Universiteit Utrecht. Hij promoveerde daar in 1973 bij professor Henk van Bueren op het proefschrift Instabilities in the solar corona over radiostralingsprocessen in de corona van de zon, met Max Kuperus als copromotor. Rosenberg publiceerde over zonnefysica, onder meer in het collectief van de Solar Radio Group Utrecht. In de jaren 1970 werkte Rosenberg aan de Harvard-universiteit in de Verenigde Staten.

## Politicus en bestuurder
Tijdens de Vietnamoorlog zat Rosenberg met Minnaert in het Comité Boeken voor Hanoi om de wetenschap in Noord-Vietnam te steunen. Hij was actief in de politiek voor de Partij van de Arbeid en werd in 1974 wethouder van financiën voor de gemeente Utrecht. Hij promootte Utrecht als stad van kantoren en was als wethouder betrokken bij de bouw van het winkelcentrum Hoog Catharijne, waartoe hij onderhandelde met bouwbedrijf Bredero. In 1982 trad hij toe tot het College van Bestuur van de Universiteit Utrecht met de portefeuille financiën tot 1991. Hij was de oprichter van SURF en SURFnet om computers in een netwerk aan universiteiten ter beschikking te stellen. Op 2 december 1991 nam Rosenberg afscheid van de universiteit en ontving de zilveren eremedaille. Hij gaf in de Uithof een afscheidscollege over zonnefysica.
Rosenberg was de partner van vakbondssecretaris Bert de Leeuw (1952-1990). In 1992 overleed hij aan Aids/Hiv.

## Galerij

### Student en onderzoeker

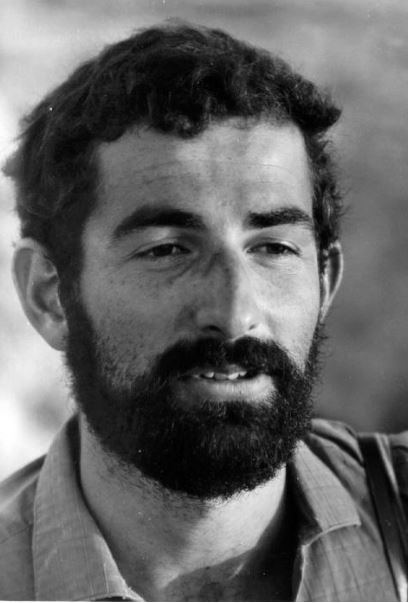
Hans Rosenberg, Aegina, Griekenland, september 1965
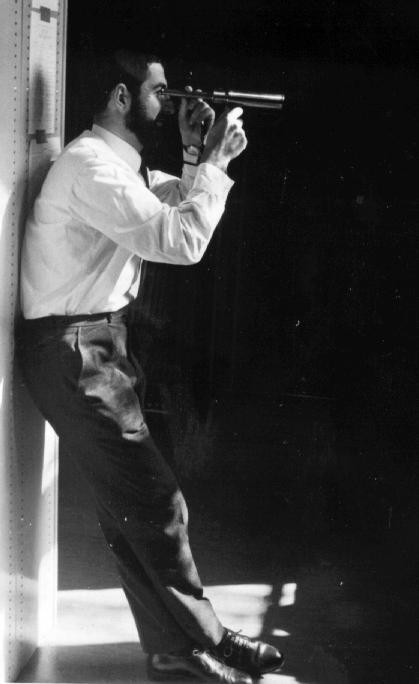
Sterrewacht Sonnenborgh, Utrecht, zomer 1966
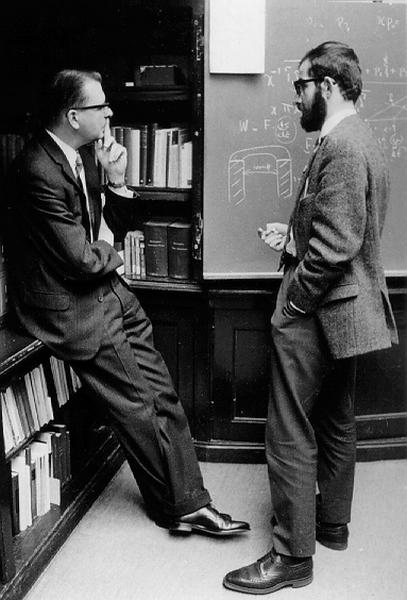
Kees Zwaan en Hans Rosenberg in gesprek over magnetische fluxbuizen (zie het schoolbord) op het zonneoppervlak. Bibliotheek Sterrewacht Sonnenborgh, Utrecht, 1967

### Politicus

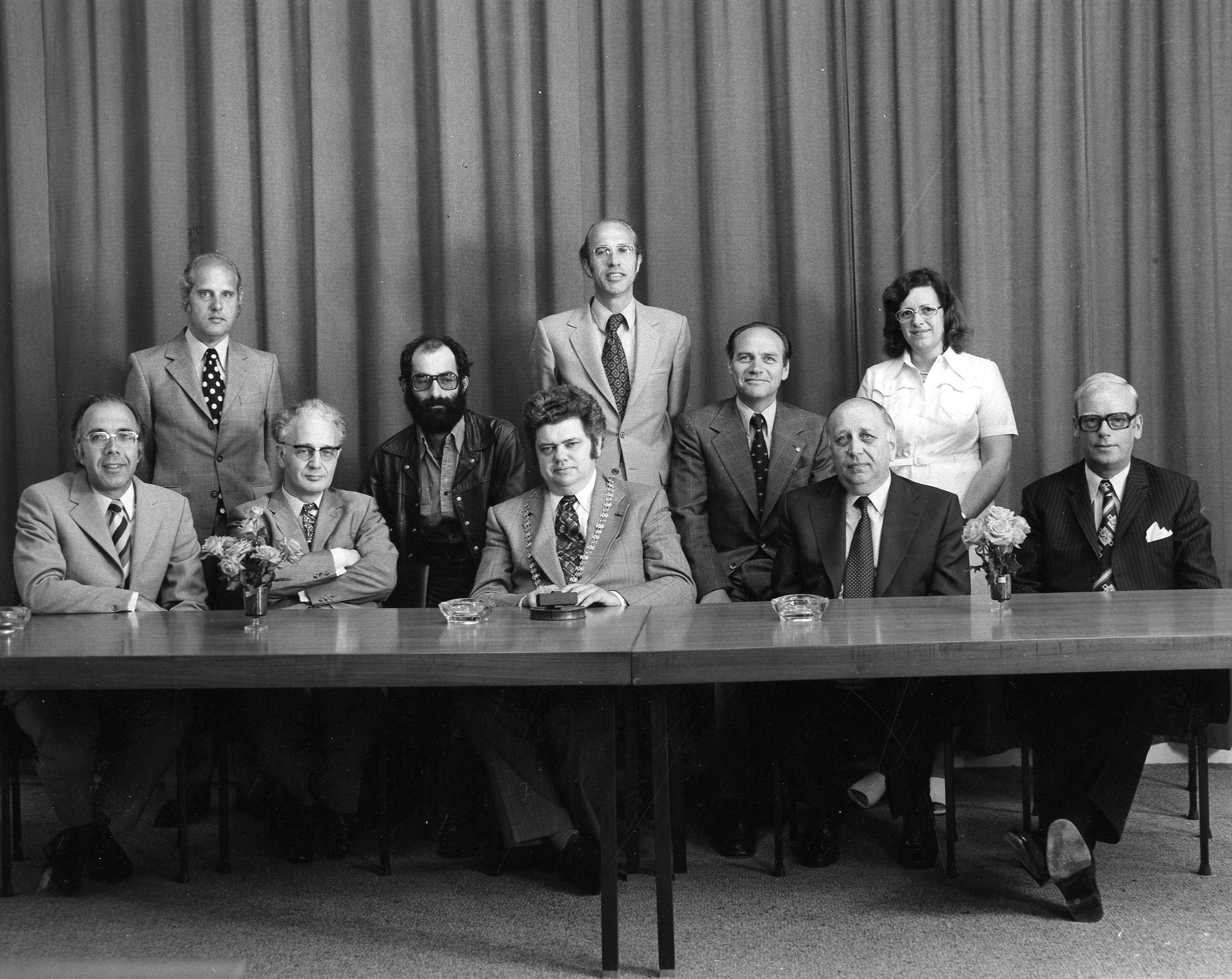
Wethouder Rosenberg in het College van Burgemeesters en Wethouders van de gemeente Utrecht, met burgemeester H.J.L. Vonhoff, 1975
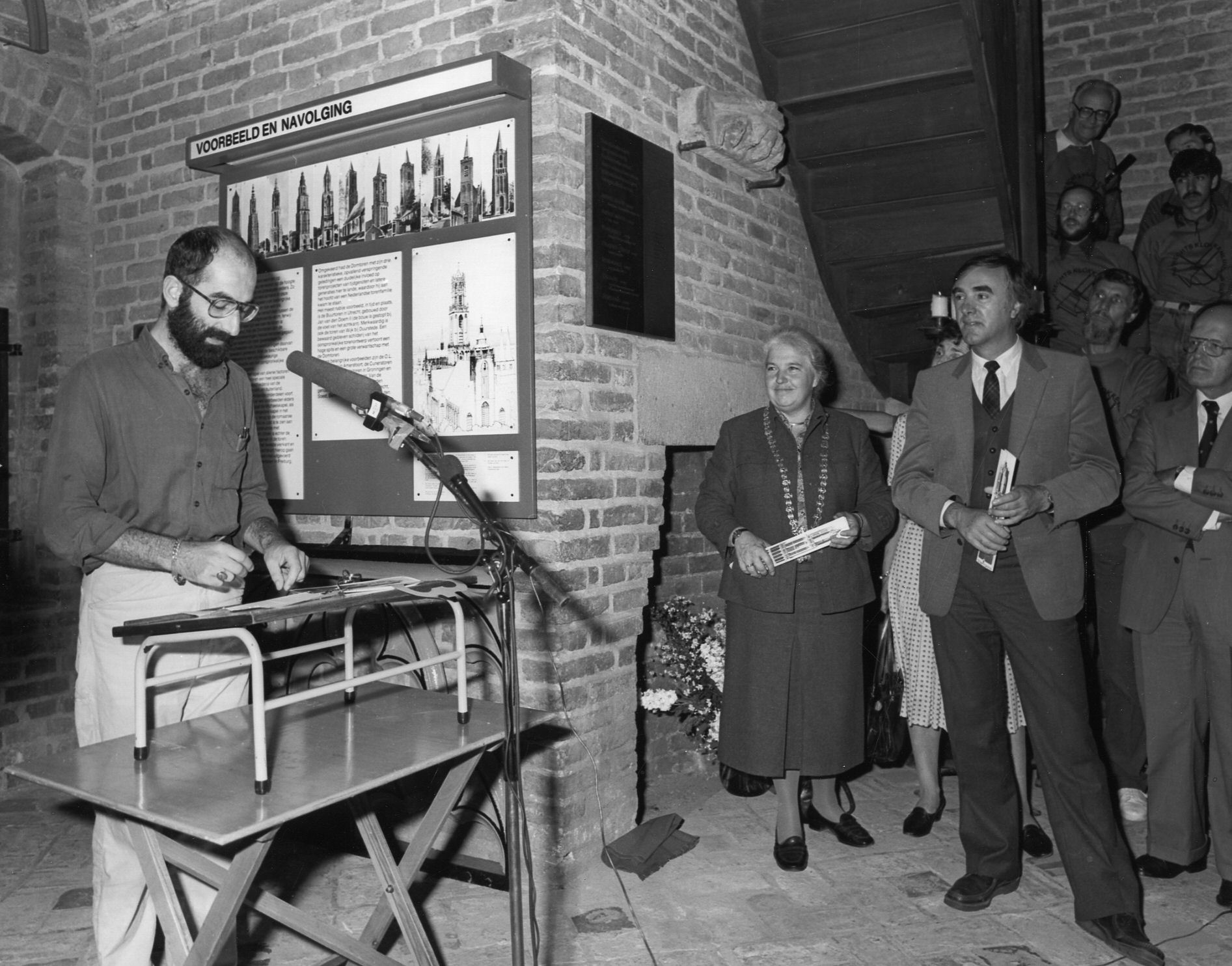
Rosenberg opent als wethouder de tentoonstelling over de Domtoren, Egmondkapel, Domtoren, Utrecht, 26 juni 1982. Midden: burgemeester Vos-van Gortel, naast haar minister Hans de Boer en rechts archivaris A. Graafhuis van Het Utrechts Archief.

## Publicaties
onder meer
- 1970: Evidence for MHD Pulsations in the Solar Corona, Astronomy & Astrophysics 9, 159-162 (in diss.)
- 1971: Radio-Astronomical Evidence for Magnetohydrodynamical Pulsations in the Corona, Solar Magnetic Fields. Symposium no. 43, held at the College de France Paris, France, August 31 to September 4, 1970. Edited by Robert Howard. International Astronomical Union. Symposium no. 43, Dordrecht, Reidel, 652-655 (in diss.)
  - Physical processes in the corona, related to radio emission, Proceedings of the Meeting, CESRA-1, Committee of European Solar Radio Astronomers, Utrecht, 18-19 February, 1971. Edited by A. Fokker, 67-69
- 1972: Observations of coronal magnetic field strengths and flux tubes and their stability, Proceedings of the Conference on Cosmic Plasma Physics, held at the European Space Research Institute (ESRIN), Frascati, Italy, September 20-24, 1971. Edited by Karl Schindler. Published by Plenum Press, New York, 1972, 191
  - Modes of Coronal Instability, Proceedings of the Meeting, CESRA-3, Committee of European Solar Radio Astronomers, Bordeaux-Floirac, 21-22 September, 1972. Edited by J. Delannoy and F. Poumeyrol, 49-59
  - met Caroubalos, C., Pick, M. en Slottje, C.: A high resolution study in time, position, intensity and frequency of a radio event on January 14, 1971, Proceedings of the Meeting, CESRA-3, Committee of European Solar Radio Astronomers, Bordeaux-Floirac, 21-22 September, 1972. Edited by J. Delannoy and F. Poumeyrol, 162-169 (in diss.)
  - A Possibly Direct Measurement of Coronal Magnetic Field Strengths, Solar Physics, 25 (1972), 188-196 (in diss.)
  - met Tarnstrom, Guy: Frequency Separation in Structure of Solar Continuum Radio Bursts, Solar Physics, Volume 24 (1972), Issue 1, 210-214 (in diss.)
- 1973 met Chiuderi, C. en Giachetti, R.: Nonlinear wave coupling in type IV solar radio bursts, Utrechtse Sterrekundige Overdrukken, No. 237, 21 p. (in diss.)
  - Instabilities in the solar corona, proefschrift Universiteit Utrecht, 57 p. met zes (p)reprints (diss.)
- 1974 met Solar Radio Group Utrecht: Type III bursts, Space Sc. Rev. 16, 45–89[12]
  - met Mercier, C, Type III solar radio bursts observed at 169 MHz: Height and relative positions in pairs, Solar Physics 39 (November 1974), 193-206
- 1975: Type III Solar radio bursts and the fundamental-harmonic hypothesis, Solar Physics 42, 247. Discussion, Solar Physics 46, 541-541
- 1976: A Discussion on the physics of the solar atmosphere - Solar radio observations and interpretations, Philosophical Transactions of the Royal Society of London. Series A, Mathematical and Physical Sciences, Vol. 281, No. 1304, A Discussion on the Physics of the Solar Atmosphere (May 6, 1976), 461-471[13]

NB "(in diss.)" betekent dat deze publicatie is opgenomen in de dissertatie Instabilities in the solar corona (1973)

## Verdere bronnen
- hetutrechtsarchief.nl
  - Utrechtsarchief.nl Utrechtsch Nieuwsblad, 1966-04-23; p. 17 Portretfoto van Rosenberg
- delpher.nl
- Math Genealogy Johan Rosenberg
- hetutrechtsarchief.nl Reproductienegatief C 33302 Catalogusnummer 101180. Hans Rosenberg met een spandoek "Demokratisering door I.S.V." (integrale studiekosten vergoeding, een voorstel voor studieloon) tijdens een demonstratie van Utrechtse studenten tegen de plannen van minister Diepenhorst om de rijksstudietoelagen te verlagen, Domtoren, Utrecht, 21 september 1966. Ander spandoek met "SVB voor" (Studenten Vak Beweging).

- International Standard Name Identifier: 0000 0003 8829 1393
- Mathematics Genealogy Project: 114314
- Nederlandse Thesaurus van Auteursnamen: 100445284
- Système universitaire de documentation: 244804249
- Virtual International Authority File: 281423922
- WorldCat: E39PBJvMwGfVdJGQv9dp6x9xDq